# Short track na Zimowej Uniwersjadzie 2015
Short track na Zimowej Uniwersjadzie 2015 odbył się w dniach 11 – 13 lutego 2015. Zawodnicy rywalizowali w ośmiu konkurencjach - czterech męskich i czterech żeńskich.

## Zestawienie medalistów

### Kobiety
| Data           | Godzina     | Konkurencja                 | Złoto      | Srebro           | Brąz            |
| -------------- | ----------- | --------------------------- | ---------- | ---------------- | --------------- |
| 12 lutego 2015 | 14:00 UTC+1 | 500 m (szczegóły)           | Han Yutong | Son Hak-yung     | Agnė Sereikaitė |
| 13 lutego 2015 | 14:00 UTC+1 | 1000 m (szczegóły)          | Kim A-lang | Lee Eun-byul     | Son Hak-yung    |
| 11 lutego 2015 | 14:00 UTC+1 | 1500 m (szczegóły)          | Kim A-lang | Lee Eun-byul     | Han Yutong      |
| 13 lutego 2015 | 18:30 UTC+1 | Sztafeta 3000 m (szczegóły) | Chiny      | Korea Południowa | Kanada          |

### Mężczyźni
| Data           | Godzina     | Konkurencja                 | Złoto         | Srebro        | Brąz       |
| -------------- | ----------- | --------------------------- | ------------- | ------------- | ---------- |
| 12 lutego 2015 | 14:00 UTC+1 | 500 m (szczegóły)           | Seo Yi-ra     | Han Seung-soo | Chen Guang |
| 13 lutego 2015 | 14:00 UTC+1 | 1000 m (szczegóły)          | Park Se-yeong | Seo Yi-ra     | Chen Guang |
| 11 lutego 2015 | 14:00 UTC+1 | 1500 m (szczegóły)          | Park Se-yeong | Han Seung-soo | Chen Guang |
| 13 lutego 2015 | 18:30 UTC+1 | Sztafeta 5000 m (szczegóły) | Chiny         | Rosja         | Francja    |

## Klasyfikacja medalowa
| Miejsce | Państwo          | złoto | srebro | brąz | Razem |
| ------- | ---------------- | ----- | ------ | ---- | ----- |
| 1.      | Korea Południowa | 5     | 7      | 1    | 13    |
| 2.      | Chiny            | 3     | 0      | 4    | 7     |
| 3.      | Rosja            | 0     | 1      | 0    | 1     |
| 4.      | Litwa            | 0     | 0      | 1    | 1     |
| 4.      | Kanada           | 0     | 0      | 1    | 1     |
| 4.      | Francja          | 0     | 0      | 1    | 1     |

## Wyniki

### Kobiety

#### 500 m
| Miejsce | Zawodniczka     | Reprezentacja    | Czas     | Strata |
| ------- | --------------- | ---------------- | -------- | ------ |
| złoto   | Han Yutong      | Chiny            | 43,573UR | -      |
| srebro  | Son Hak-yung    | Korea Południowa | 43,655   | +0,082 |
| brąz    | Agnė Sereikaitė | Litwa            | 43,817   | +0,244 |
| 4.      | Joanie Gervais  | Kanada           | 43,963   | +0,390 |

#### 1000 m
| Miejsce | Zawodniczka     | Reprezentacja    | Czas     | Strata |
| ------- | --------------- | ---------------- | -------- | ------ |
| złoto   | Kim A-lang      | Korea Południowa | 1:37,321 | –      |
| srebro  | Lee Eun-byul    | Korea Południowa | 1:37,488 | +0,167 |
| brąz    | Son Hak-yung    | Korea Południowa | 1:37,705 | +0,384 |
| 4.      | Agnė Sereikaitė | Litwa            | 1:38,247 | +0,926 |

#### 1500 m
| Miejsce | Zawodniczka             | Reprezentacja    | Czas     | Strata |
| ------- | ----------------------- | ---------------- | -------- | ------ |
| złoto   | Kim A-lang              | Korea Południowa | 2:33,829 | -      |
| srebro  | Lee Eun-byul            | Korea Południowa | 2:34,168 | +0,339 |
| brąz    | Han Yutong              | Chiny            | 2:34,339 | +0,510 |
| 4.      | Keri Elizabeth Morrison | Kanada           | 2:34,360 | +0,531 |
| 5.      | Li Hongshuang           | Chiny            | 2:34,940 | +1,111 |
| 6.      | Son Hak-yung            | Korea Południowa | 2:35,287 | +1,458 |

#### Sztafeta 3000 m
| Miejsce | Reprezentacja    | Czas     | Strata |
| ------- | ---------------- | -------- | ------ |
| złoto   | Chiny            | 4:19,010 | -      |
| srebro  | Korea Południowa | 4:19,289 | +0,279 |
| brąz    | Kanada           | 4:20,089 | +1,079 |
| 4.      | Japonia          | 4:21,280 | +2,270 |

### Mężczyźni

#### 500 m
| Miejsce | Zawodniczka | Reprezentacja | Czas | Strata |
| ------- | ----------- | ------------- | ---- | ------ |
| złoto   |             |               |      |        |
| srebro  |             |               |      |        |
| brąz    |             |               |      |        |
| 4.      |             |               |      |        |
| 5.      |             |               |      |        |

#### 1000 m
| Miejsce | Zawodniczka | Reprezentacja | Czas | Strata |
| ------- | ----------- | ------------- | ---- | ------ |
| złoto   |             |               |      |        |
| srebro  |             |               |      |        |
| brąz    |             |               |      |        |
| 4.      |             |               |      |        |
| 5.      |             |               |      |        |

#### 1500 m
| Miejsce | Zawodniczka | Reprezentacja | Czas | Strata |
| ------- | ----------- | ------------- | ---- | ------ |
| złoto   |             |               |      |        |
| srebro  |             |               |      |        |
| brąz    |             |               |      |        |
| 4.      |             |               |      |        |
| 5.      |             |               |      |        |

#### Sztafeta 5000 m
| Miejsce | Reprezentacja | Czas | Strata |
| ------- | ------------- | ---- | ------ |
| złoto   |               |      |        |
| srebro  |               |      |        |
| brąz    |               |      |        |
| 4.      |               |      |        |